# Steve Cox
Steve Cox (* 15. September 1967) ist ein Schweizer Gleitschirmpilot aus Brugg.
Nach vielen zweiten Plätzen in internationalen Wettbewerben erreichte er 2005 den Weltmeistertitel an den Gleitschirmweltmeisterschaften in Valadares (Brasilien).

## Erfolge
- 2010 – Gleitschirm-Schweizermeisterschaft – Schweizermeister
- 2006 – Gleitschirm-Schweizermeisterschaft – 3. Platz
- 2005 – Gleitschirmweltmeisterschaft – Weltmeister
- 2005 – Gleitschirm-Schweizermeisterschaft – 2. Platz
- 2003 – Gleitschirm-Schweizermeisterschaft – 2. Platz
- 2000 – Paragliding World Cup – 2. Platz
- 2000 – Gleitschirm-Europameisterschaft – 2. Platz
- 1999 – Gleitschirm-Schweizermeisterschaft – Schweizermeister